# Apiro
Apiro là một đô thị ở tỉnh Macerata ở vùng Marche, có vị trí cách khoảng 40 km về phía tây nam của Ancona và khoảng 25 km về phía tây bắc của Macerata. Tại thời điểm ngày 31 tháng 12 năm 2004, đô thị này có dân số 2.430 người và diện tích là 53,7 km².
Đô thị Apiro có các frazioni (các đơn vị trực thuộc, chủ yếu là các làng) Frontale and Casalini.
Apiro giáp các đô thị: Cingoli, Cupramontana, Matelica, Poggio San Vicino, San Severino Marche, Serra San Quirico, Staffolo.